# 郑州商学院
郑州商学院，原为郑州成功财经学院、河南财经政法大学成功学院，是一所民办本科高校，坐落于中国河南省郑州市巩义市，由郑州升达经贸管理学院創辦人、台灣知名教育家王廣亞博士為回饋故里，于2005年創辦。
2012年3月29日，教育部批准河南财经政法大学成功学院转设为郑州成功财经学院。

## 兄弟校
- 中華民國
  - 台北育達高職（網站 （页面存档备份，存于））
  - 台北點點幼稚園（網站）
  - 桃園育達高中（網站 （页面存档备份，存于））
  - 育達科技大學（網站 （页面存档备份，存于））
- 中华人民共和国
  - 內蒙古經貿外語職業學院（網站）
  - 北京育达工商专修学院（網站 （页面存档备份，存于））
  - 郑州升达经贸管理学院（網站）
  - 北京育達高職

## 学院链接
- 郑州商学院 （页面存档备份，存于）